# Richard D. Wolff
Richard David Wolff, född 1 april 1942 i Youngstown, Ohio, är en amerikansk nationalekonom och författare. Han är också verksam som professor emeritus i nationalekonomi vid University of Massachusetts Amherst.